# Catwoman (film)
Catwoman är en amerikansk långfilm från 2004 i regi av Pitof, med Halle Berry, Benjamin Bratt, Sharon Stone och Lambert Wilson i rollerna.

## Handling
Filmen baserad på seriefiguren Catwoman av DC Comics. Konstnärinnan Patience Phillips (Halle Berry) upptäcker att hennes arbetsgivare, ett stort företag som tillverkar skönhetsprodukter och som ger Patience i uppdrag att hjälpa till med reklamen, mörklägger något. Det hon upptäcker förändrar för alltid henne, och hon blir Catwoman, en kvinna med en katts styrka, fart och smidighet.

## Om filmen
När den amerikanska tidningen Newsweek lät sina läsare rösta fram sommarens sämsta filmer, 2004, kom Catwoman på första plats.

## Rollista
| Halle Berry           | – Patience Phillips/Catwoman |
| Benjamin Bratt        | – Tom Lone                   |
| Sharon Stone          | – Laurel Hedare              |
| Lambert Wilson        | – George Hedare              |
| Frances Conroy        | – Ophelia                    |
| Alex Borstein         | – Sally                      |
| Michael Massee        | – Armando                    |
| Byron Mann            | – Wesley                     |
| Kim Smith             | – Drina                      |
| Christopher Heyerdahl | – Rocker                     |
| Peter Wingfield       | – Dr. Ivan Slavicky          |
| Berend McKenzie       | – Lance                      |